# Angé
Angé is een gemeente in het Franse departement Loir-et-Cher in de regio Centre-Val de Loire en telt 785 inwoners (2004).

## Geschiedenis
Op 22 maart 2015 werd de gemeente overgeheveld van het kanton Montrichard naar het kanton Saint-Aignan. Angé bleef echter wel, in tegenstelling tot de andere gemeenten in het kanton, onderdeel uitmaken van het arrondissement Blois. Op 1 januari 2017 werd de gemeente alsnog overgeheveld naar het arrondissement Romorantin-Lanthenay.

## Geografie
De oppervlakte van Angé bedraagt 17,36 vierkante kilometer; Op 1 januari 2022 was de bevolkingsdichtheid 46,1 inwoners per km².
De onderstaande kaart toont de ligging van Angé met de belangrijkste infrastructuur en aangrenzende gemeenten.

## Demografie
Onderstaande figuur toont het verloop van het inwonertal.
Angé · Châteauvieux · Châtillon-sur-Cher · Chémery · Couffy · Mareuil-sur-Cher · Méhers · Meusnes · Noyers-sur-Cher · Pouillé · Rougeou · Saint-Aignan · Saint-Romain-sur-Cher · Seigy · Soings-en-Sologne · Thésée